# Bou Bernous
Bou Bernous é uma vila na comuna de Oum El Assel, no distrito de Tindouf, província de Tindouf, Argélia, localizada numa parte remota do deserto do Saara.